# District de Tepelenë

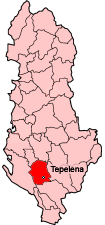

Le district de Tepelenë est un des 36 districts d'Albanie. Il a une superficie de 817 km² pour 40 000 habitants. Sa capitale est Tepelenë. Le district dépend de la préfecture de Gjirokastër.
Il est mitoyen des districts albanais de Vlorë, Mallakastër, Berat, Përmet et Gjirokastër.

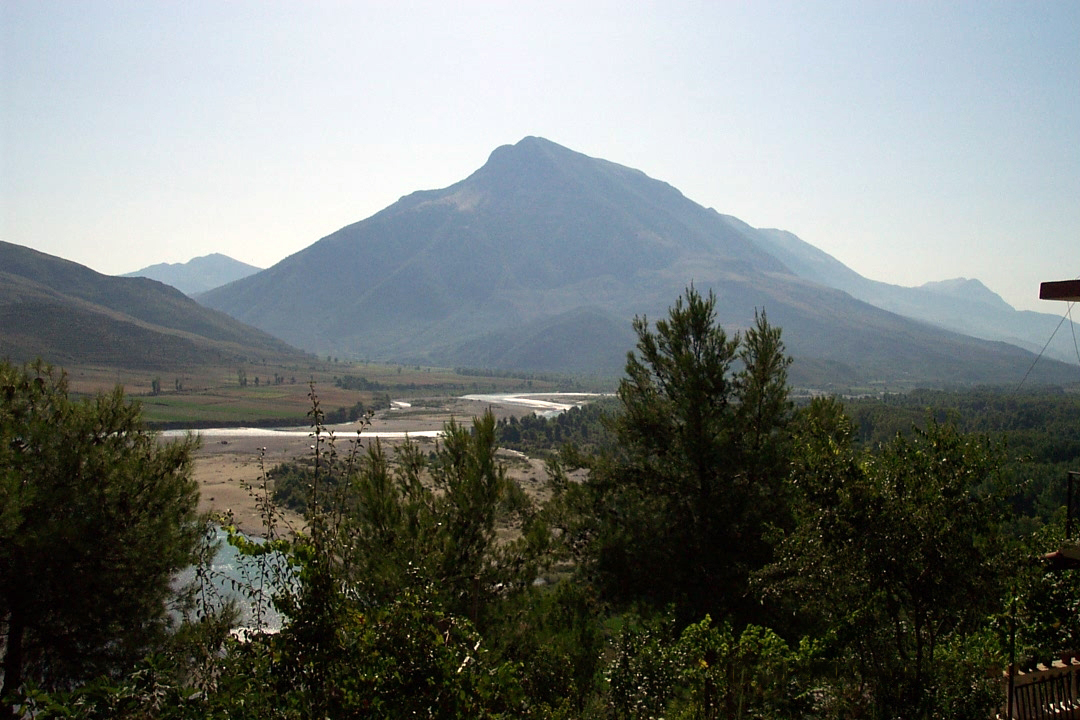
Paysage dans le comté de Tepelenë, Albanie